# Sindrome Italia
Sindrome Italia ist ein italienisch-rumänischer Dokumentarfilm von Ettore Mengozzi aus dem Jahr 2024.

## Inhalt
Natalia lebt mit ihren drei Kindern in Rumänien, aber sie arbeitet regelmäßig als Altenpflegerin in Italien. Dort kümmert sie sich um eine alte Dame, von der sie teilweise beleidigt wird. Auch berichtet sie, dass deren Sohn ihre Kleidung durchsucht und ihr unangenehme Fragen stellt.
Zeitgleich ist die Rumänin Corina in einem Therapiezentrum, wo das sogenannte „Sindrome Italia“ behandelt wird. Dabei leiden Altenpfleger unter Depressionen, die durch Schlafentzug und starkes Heimweh bei der Arbeit in Italien entstehen. Corina pflegte bis vor einem Jahr ein italienisches Ehepaar, wobei die Frau regelmäßig nachts aufstand und so Corina um ihren Schlaf brachte. Durch die Therapie geht es ihr besser, aber sie hat stark an Gewicht zugenommen und wird aufgrund ihrer Krankheitsgeschichte in Italien nicht mehr angestellt.
Natalia telefoniert regelmäßig mit ihren Töchtern in Rumänien, die ohne sie aufwachsen. Dafür schickt sie ihnen Geschenke aus Italien und beobachtet sie an Weihnachten beim Auspacken über ihr Smartphone. Sie trifft eine andere rumänische Altenpflegerin und tauscht sich mit ihr über die furchtbaren Arbeitsbedingungen aus. Derweil trifft Corina in Rumänien eine Frau, die erzählt, dass sie von ihren Kindern gehasst wurde, weil sie während deren Kindheit abwesend war. Am Ende sagt Natalia ihrer Tochter Lebewohl und fährt dann nachts in einem Minibus davon.

## Produktion
Das im Film beschriebene Phänomen wurde erstmals 2005 von zwei ukrainischen Medizinern nachgewiesen.
Der Film feierte auf dem Biografilm Festival in Bologna 2024 Premiere und wurde auf dem DOK.fest München 2025 in der Reihe Brave New Work gezeigt.

## Rezeption
Giorgia Giulia Gamberini schreibt in Birdmen Magazine: „Mit intimem und feinem Blick verfolgt Ettore Mengozzi das Leben dieser beiden Frauen, wobei er ihre Geschichten miteinander verwebt und verschiedene Aspekte desselben Phänomens in den Mittelpunkt stellt. […] Dieser Dokumentarfilm hat das unbestreitbare Verdienst, diesen Immigrantinnen, den stummen und schuldhaft ignorierten Opfern eines Syndroms, das unseren Namen trägt und uns daher alle infrage stellt, ein Gesicht und eine Stimme zu geben.“

## Auszeichnungen
- 2024: Biografilm Festival: Jurynennung beim Debütpreis und Auszeichnung als Bester Dokumentarfilm